# Liste portugiesischer Exonyme für deutsche Toponyme
In dieser Liste werden für deutsche Toponyme (Namen von Städten, Landschaften, Flüssen, Gebirgen usw. des deutschsprachigen Raumes) die portugiesischen Entsprechungen angegeben.

## A
- o Ádige – Etsch
- Aquisgrão – Aachen
- Argóvia – der Aargau
- Arnhemia – Arnheim
- Augsburgo – Augsburg

## B
- Baixa Saxónia – Niedersachsen
- Basilea – Basel
- Baviera – Bayern
- Berlim – Berlin
- Berna – Bern
- Bona – Bonn
- Brandemburgo – Brandenburg
- Brema – Bremen
- Brisgóvia – der Breisgau
- Brunsvique – Braunschweig

## C
- Caríntia – Kärnten
- Coblença – Koblenz
- Colónia – Köln
- Constança – Konstanz

## D
- Danúbio – die Donau
- Dresda – Dresden
- Duisburgo – Duisburg
- Dusseldórfia – Düsseldorf

## E
- Elba – die Elbe
- Eslésvico-Holsácia – Schleswig-Holstein
- Espira – Speyer
- Estetino – Stettin
- Estíria – die Steiermark
- Estrasburgo – Straßburg
- Estugarda – Stuttgart

## F
- Francoforte sobre o Meno – Frankfurt am Main
- Francoforte sobre o Oder – Frankfurt (Oder)
- Francónia – Franken
- Friburgo – Freiburg
- Friburgo de Brisgóvia – Freiburg im Breisgau
- Frísia – Friesland

## G
- Gotinga – Göttingen
- Grisones – Graubünden

## H
- Hamburgo – Hamburg
- Hamelin – Hameln
- Hanôver – Hannover
- Heidelberga – Heidelberg
- Hesse – Hessen
- Hesse Renano – Rheinhessen

## I
- Íbosa – Ybbs
- Íbosa do Danúbio – Ybbs an der Donau
- Iena – Jena
- Insbruque – Innsbruck
- Interlagos – Interlaken

## L
- Lípsia – Leipzig
- Lucerna – Luzern
- Lusácia – die Lausitz

## M
- Mastrique – Maastricht
- Magdeburgo – Magdeburg
- Mogúncia – Mainz
- Meclemburgo-Pomerânia Ocidental – Mecklenburg-Vorpommern
- Meno – der Main
- Mosela – die Mosel
- Munique – München

## N
- Noviomago – Nimwegen
- Nuremberga – Nürnberg

## O
- Oldemburgo – Oldenburg
- Osnabruque – Osnabrück

## P
- Palatinado – die Pfalz
- Palatinado Electoral – die Kurpfalz
- Palatinado Renano – die Rheinpfalz
- Pasávia – Passau
- Pomerânia – Pommern

## R
- Ratisbona – Regensburg
- Reno – der Rhein
- Renânia – Rheinland
- Renânia do Norte-Vestefália – Nordrhein-Westfalen
- Renânia-Palatinado – Rheinland-Pfalz

## S
- Salzburgo – Salzburg
- São Galo – St. Gallen
- Sarrebruck – Saarbrücken
- Saxónia – Sachsen
- Saxónia-Anhalt – Sachsen-Anhalt
- Schuvinfurto – Schweinfurt (ungebräuchlich)
- Soleura – Solothurn
- Suébia – Schwaben

## T
- Tréveris – Trier
- Tubinga – Tübingen
- Turgóvia – der Thurgau
- Turíngia – Thüringen

## V
- Vestefália – Westfalen
- Viena – Wien

## W
- Wurtzburgo – Würzburg

## Z
- Zugo – Zug
- Zurique – Zürich